# Skupina Certis
Certis, prej Certis CISCO Security Private Limited in CISCO Security Private Limited, je ena od petih komercialnih sil pomožne policije, pooblaščenih za zagotavljanje oboroženih varnostnih uradnikov vladnim organizacijam, pa tudi zasebnim podjetjem ali posameznikom v Singapurju. Certis izvira iz enote Guard and Escort Singapurske policijske sile (SPF), ki je bila leta 1972 ločena od SPF kot Korporacija za komercialno in industrijsko varnost (CISCO) kot statutarni odbor z monopolom na večini območij lokalnih zasebnih oboroženih sil. Varnostna industrija od 1. junija 2005 je bil statutarni odbor razpuščen in Cisco Security Pte Ltd je bil ustanovljen ob njegovi korporaciji kot hčerinska družba družbe Temasek Holdings,  v popolni lasti in ustanovljena 5. julija 2005. Okrajšava nekdanjega statutarnega odbora, "CISCO", je bila ohranjena zaradi svojega ugleda na lokalnem trgu. Podjetje je bilo 13. septembra 2007 preimenovano v Certis CISCO Security Pte Ltd, leta 2018 pa v Skupino Certis. Letno poročilo o varnosti podjetja Cisco 20. januarja 2016 razkriva upad zaupanja zagovornikov in povečan vpliv industrializiranih napadalcev. Kot najstarejša pomožna policija, ki že 33 let ima monopol nad večino zasebnega sektorja oboroženega varovanja v Singapurju, CISCO ohranja vidno prisotnost v številnih ključnih ustanovah, vključno z zasebnimi rezidencami VVIP. Razporejeni so bili na pomembne dogodke, kot so srečanja Mednarodnega denarnega sklada v Singapurju leta 2006, novoletno odštevanje v zalivu Marina v letih 2007 in 2008, parada Chingay in povorke Thaipusam. Še naprej prevladujejo tudi nad nekaterimi storitvami, kot je prevoz dragocenosti, najbolj vidno v obliki dostave gotovine na avtomatizirane blagajne.

## Usposabljanje
Potencialni rekruti Certis so bili šolani na Policijski akademiji s štiritedenskim usposabljanjem v stanovanju. Prej se je večina usposabljala v njenem obratu Kallang, vendar so morali naborniki iti na akademijo, da bi vadili strelske vaje. Zahteve za policiste Cisco so bile, da so se tri mesece udeležili urjenja v stanovanju, medtem ko so morali redarji en mesec hoditi na usposabljanje v stanovanjih. Leta 2017 je Cisco odprl novo strelišče na Jalan Afifi, kjer lahko njegovi častniki vadijo strelske tehnike.